# Johann Robert Riss
Johann Robert Riss (* 1921) war ein ehemaliger deutscher Unteroffizier.

## Leben
Johann Robert Riss diente während des Zweiten Weltkrieges als Unteroffizier in der deutschen Wehrmacht. Er war maßgeblich an dem Massaker am Padule di Fucecchio in Italien am 23. August 1944 beteiligt. Dabei kamen insgesamt 184 Zivilisten, darunter auch 63 Frauen und 27 Kinder, ums Leben. Er lebte in der Nachkriegszeit im bayerischen Kaufbeuren und war dort auch lange Jahre für die Firma Olympia beruflich tätig. 
Im Mai 2011 wurde Johann Robert Riss in Abwesenheit gemeinsam mit dem Hauptmann Ernst Pistor (27. Dezember 1920–24. Juli 2011) und dem Feldwebel Fritz Jauss (15. April 1917–29. Mai 2014) wegen der Beteiligung an diesem Massaker vom Militärgerichtshof in Rom zu lebenslanger Haft verurteilt. Riss war im Jahr 2015 auf Platz 3 der Liste der meistgesuchten NS-Kriegsverbrecher des Simon Wiesenthal Centers. Es gibt keine Informationen über die späten Lebensjahre oder ein Begräbnis von Riss.